# 三角多項式
数学の一分野である数値解析および解析学における三角多項式（さんかくたこうしき、英: trigonometric polynomial）は、一つ以上の自然数 n に対する函数 sin(nx), cos(nx) の有限線型結合である。実数値函数に対しては、結合の係数は実数に取ることができる。複素係数の場合には、三角多項式とはフーリエ多項式（有限フーリエ級数）の事に他ならない。
三角多項式は、例えば周期函数の補間に適用できる三角補間に利用されるなど、広く用いられる。離散フーリエ変換にも用いられる。
「三角多項式」という名称は、実数値の場合には「多項式の空間に対する基底としての単項式の代わりに sin(nx), cos(nx) を用いたもの」というアナロジーによって理解することができる。複素係数の場合には、三角多項式全体の成す空間は eix の正負の整数冪によって張られる。

## 厳密な定義
0 ≤ n ≤ N に対して、複素数の定数 an, bn ∈ C を用いて
{\displaystyle T(x)=a_{0}+\sum _{n=1}^{N}a_{n}\cos(nx)+i\sum _{n=1}^{N}b_{n}\sin(nx)\quad (x\in \mathbb {R} )}
の形に表される任意の函数 T を、次数 (degree) N の複素三角多項式 (complex trigonometric polynomial) と総称する (Rudin 1987, p. 88)。オイラーの公式を用いれば、このような多項式を
{\displaystyle T(x)=\sum _{n=-N}^{N}c_{n}e^{inx}\quad (x\in \mathbb {R} )}
の形に書くことができる。同様に、an, bn (0 ≤ n ≤ N) は実数で aN ≠ 0 または bN ≠ 0 であるものとして、
{\displaystyle t(x)=a_{0}+\sum _{n=1}^{N}a_{n}\cos(nx)+\sum _{n=1}^{N}b_{n}\sin(nx)\quad (x\in \mathbb {R} )}
を次数 N の実三角多項式 (real trigonometric polynomial) と言う (Powell 1981, p. 150)。

## 性質
三角多項式は、実数直線上で定義され 2π の適当な倍数の周期を持つ周期函数と考えることもできるし、あるいは単位円上で定義された函数と考えることもできる。
基本的な結果として「三角多項式全体の成す集合は、単位円上定義された連続函数全体の成す空間において、一様ノルムに関して稠密である」こと (Rudin 1987, Thm 4.25) が挙げられる（これはストーン–ヴァイアシュトラスの定理の特別の場合である）。より具体的に書けば、「任意の連続函数 ƒ および実数 ε > 0 に対して、適当な三角多項式 T が存在して全ての z に対して |ƒ(z) − T(z)| < ε とすることができる」。フェイェールの定理の述べるところによれば「ƒ のフーリエ級数の部分和の算術平均は ƒ に一様に収束する」から、これに基づいて ƒ の近似三角多項式 T を求める具体的な方法が得られる。
次数 N の三角多項式は、それが零函数でない限りにおいて、[a, a + 2π) (a ∈ R) の形の任意の開区間に 2N 個の根の最大値を持つ (Powell 1981, p. 150)。